# Ibas z Edessy
Ibas z Edessy (též Ibos; zemřel 28. října 457 Edessa) byl syrský teolog, přívrženec antiochijské školy, učitel na edeské teologické škole a biskup v Edesse (dnešní Şanlıurfa). Patřil k horlivým odpůrcům monofyzitismu. Přestože sám kritizoval Nestora, byl obviněn z nestoriánství a na tzv. lupičské synodě v Efezu zbaven biskupského úřadu. Byl rehabilitován chalkedonským koncilem. Podruhé bylo jeho učení odsouzeno Justiniánem I. v rámci sporu o Tři kapitoly (druhý konstantinopolský koncil). Prý překládal Theodora z Mopsuestie, Diodora z Tarsu a Aristotela do syrštiny. Bylo mu připisováno několik nezachovaných spisů (hymny, homilie, komentáře). Z jeho díla se však zachoval pouze řecký překlad původně v syrštině psaného dopisu adresovaného ktésifónskému biskupovi Marimu.

## Život
Během svého působení v Edesse Ibas vyučoval teologii na místní perské škole. Jeho žáky bylo několik pozdějších perských nestoriánských biskupů. Pro své názory se dostal do ostrého konfliktu s místním biskupem Rabbulem a Edessu v roce 433 opustil (některé zdroje uvádějí, že byl vyhozen ze školy). Když však biskup za dva roky zemřel (435), stal se Ibas jeho nástupcem. Byl přívržencem Theodora z Mopsuestie a pro svůj odpor vůči monofyzitismu (a Cyrilu Alexandrijskému) byl nařčen z nestoriánství. Sám však Nestoria kritizoval za to, že odmítal titul Bohorodička (Theotokós) přisuzovaný Panně Marii. Přestože byl dvakrát očištěn na synodech v Týru a Berytě, byl na koncilu v Efezu (tzv. lupičský synod) znovu obviněn a sesazen z biskupského úřadu (449). Byl vyhnán a jeho nástupcem v biskupském úřadě se stal Nonnos. Přestože byl Ibas později chalkedonským koncilem rehabilitován, jeho díla zůstala stále kontroverzní. Zemřel v roce 457 v Edesse. Po jeho smrti mnozí jeho následovníci opustili Edessu a odešli na školu do Nisibisu. V roce 553 bylo jeho učení, shrnuté v listě Marimu, na druhém konstantinopolském koncilu odsouzeno v rámci sporu o Tři kapitoly.